# Petter Reistad
Petter Reistad (ur. 29 maja 1994) – norweski biegacz narciarski, dwukrotny medalista mistrzostw świata juniorów.

## Kariera
Po raz pierwszy na arenie międzynarodowej Petter Reistad pojawił się 7 stycznia 2011 roku w Ål, gdzie w zawodach juniorskich zajął 102. miejsce w biegu na 10 km techniką dowolną. W 2014 roku wystąpił na mistrzostwach świata juniorów w Val di Fiemme zajął trzecie miejsce w biegu na 10 km stylem klasycznym, a razem z kolegami z reprezentacji zdobył złoto w sztafecie. Jak dotąd nie wystąpił w zawodach Pucharu Świata.

## Osiągnięcia

### Mistrzostwa świata juniorów
| Miejsce | Dzień       | Rok  | Miejscowość   | Konkurs                 | Wynik       | Strata      | Zwycięzca             |
| ------- | ----------- | ---- | ------------- | ----------------------- | ----------- | ----------- | --------------------- |
| 14.     | 29 stycznia | 2014 | Val di Fiemme | Sprint stylem dowolnym  | ?           | -           | Jean Tiberghien       |
| 15.     | 31 stycznia | 2014 | Val di Fiemme | 2x10 km bieg łączony    | 56:09,6 min | +1:14,3 min | Eirik Sverdrup Augdal |
| 3.      | 2 lutego    | 2014 | Val di Fiemme | 10 km stylem klasycznym | 26:36,9 min | +5,9 s      | Roman Kajgorodow      |
| 1.      | 3 lutego    | 2014 | Val di Fiemme | Sztafeta 4x5 km         | 53:36,6 min | -           | -                     |